# Urbano Paracciani Rutili
Urbano kardinal Paracciani Rutili, italijanski rimskokatoliški duhovnik, škof in kardinal, * 8. februar 1715, Rim, † 2. januar 1777.

## Življenjepis
23. marca 1738 je prejel duhovniško posvečenje.
9. julija 1764 je bil imenovan za nadškofa Ferma in 25. julija istega leta je prejel škofovsko posvečenje.
26. septembra 1766 je bil povzdignjen v kardinala in imenovan za kardinal-duhovnika S. Callisto.